# District de Murat
Le district de Murat est une ancienne division territoriale française du département du Cantal de 1790 à 1795.
Il était composé des cantons de Murat, Allanche et Condat.